# Batismo
Batismo (pré-AO 1990: baptismo) é o ritual de purificação e consagração que é praticado em várias religiões, principalmente no Cristianismo. A palavra batismo também está relacionada com o ato de dar um nome a alguém.
Na Igreja Católica, Ortodoxa, Ortodoxa oriental, Assíria do Oriente, e nas tradições protestantes (exceto os batistas) como os luteranos, morávios, anglicanos, reformados, presbiterianos, muitos congregacionais e metodistas, o batismo é praticado na maior parte dos casos em recém-nascidos (conhecido como o batismo infantil). Sendo assim, a maioria dos batismos no mundo são feitas em crianças. A partir da reforma radical no século XVI, popularizou-se a doutrina do credobatismo, o qual o batismo é feito apenas em adultos crentes, que é defendida por anabatistas, pentecostais e entre outras.

A maioria dos cristãos batiza, e considera como o batismo sendo válido, usando a fórmula trinitária “em nome do Pai, do Filho e do Espírito Santo” (seguindo a Grande Comissão). A forma de fazer o Batismo varia de denominação para denominação, podendo ser por aspersão, efusão ou imersão na água. Apesar das divisões, o Batismo é feito de uma forma ou outra em todo cristianismo e por tanto é visto como um ponto de unidade e ecumenismo. Alguns grupos menores como os Quakers, Unitários-Universalistas e o Exército de Salvação, não batizam.

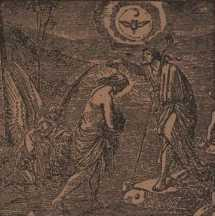
O Batismo de Cristo - Igreja do Primeiro Século

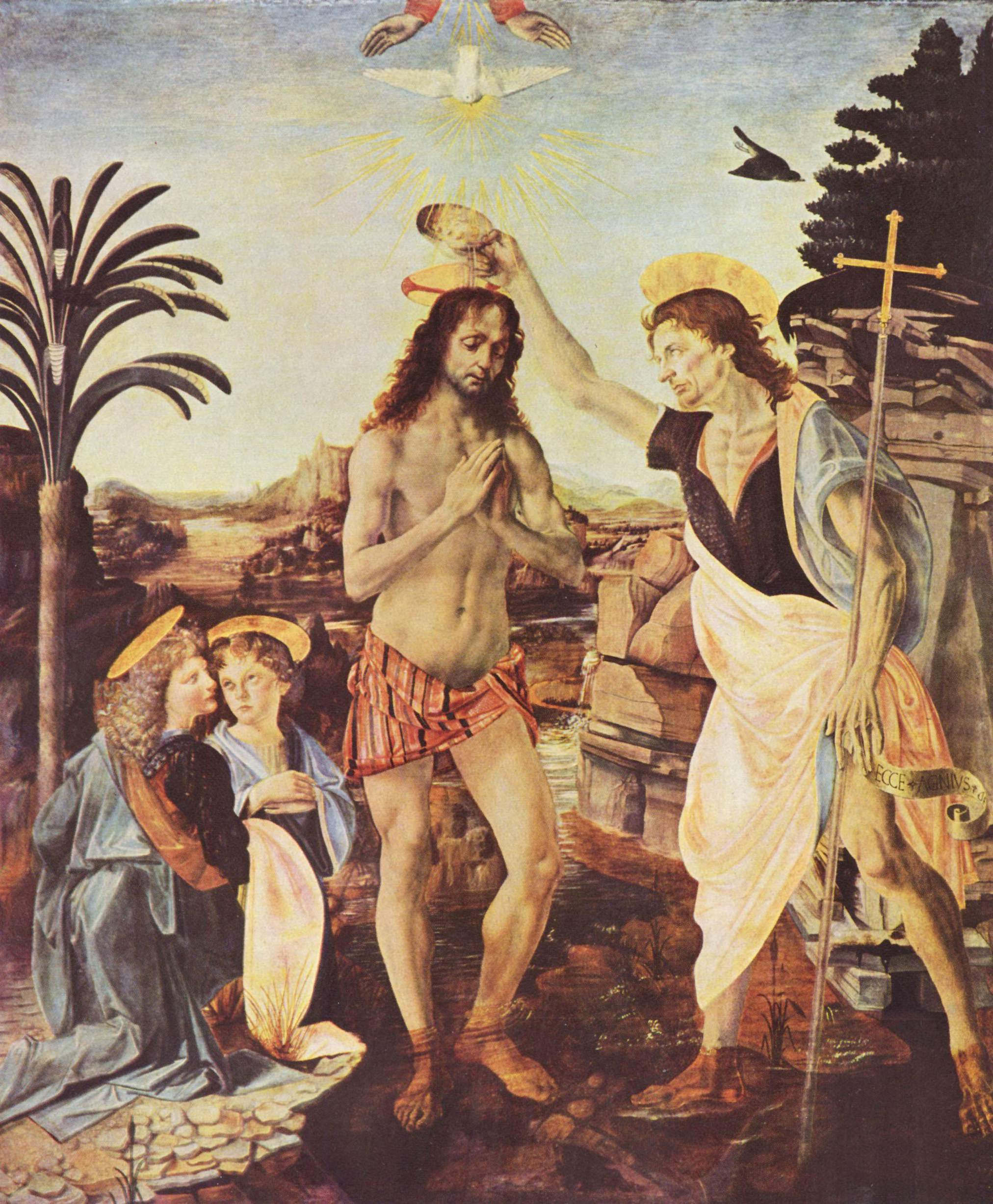
O Batismo de Cristo por Andrea del Verrocchio e Leonardo da Vinci

Um dos batismos mais famosos de todos os tempos foi o de Jesus Cristo, realizado por João Batista no rio Jordão. Nesse acontecimento, a Bíblia relata que a voz de Deus foi ouvida pelas pessoas presentes e que o Espírito Santo desceu dos céus sobre Jesus em forma de pomba.

Além do Cristianismo, o batismo é feito no Mandeísmo, onde é feito repetidamente como um ritual de purificação ao invés de iniciação. Os Mandeístas afirmam ser seguidores de João Batista, mantendo o verdadeiro e original batismo, e e nomeiam todos os rios como Yardena em homenagem ao Rio Jordão.

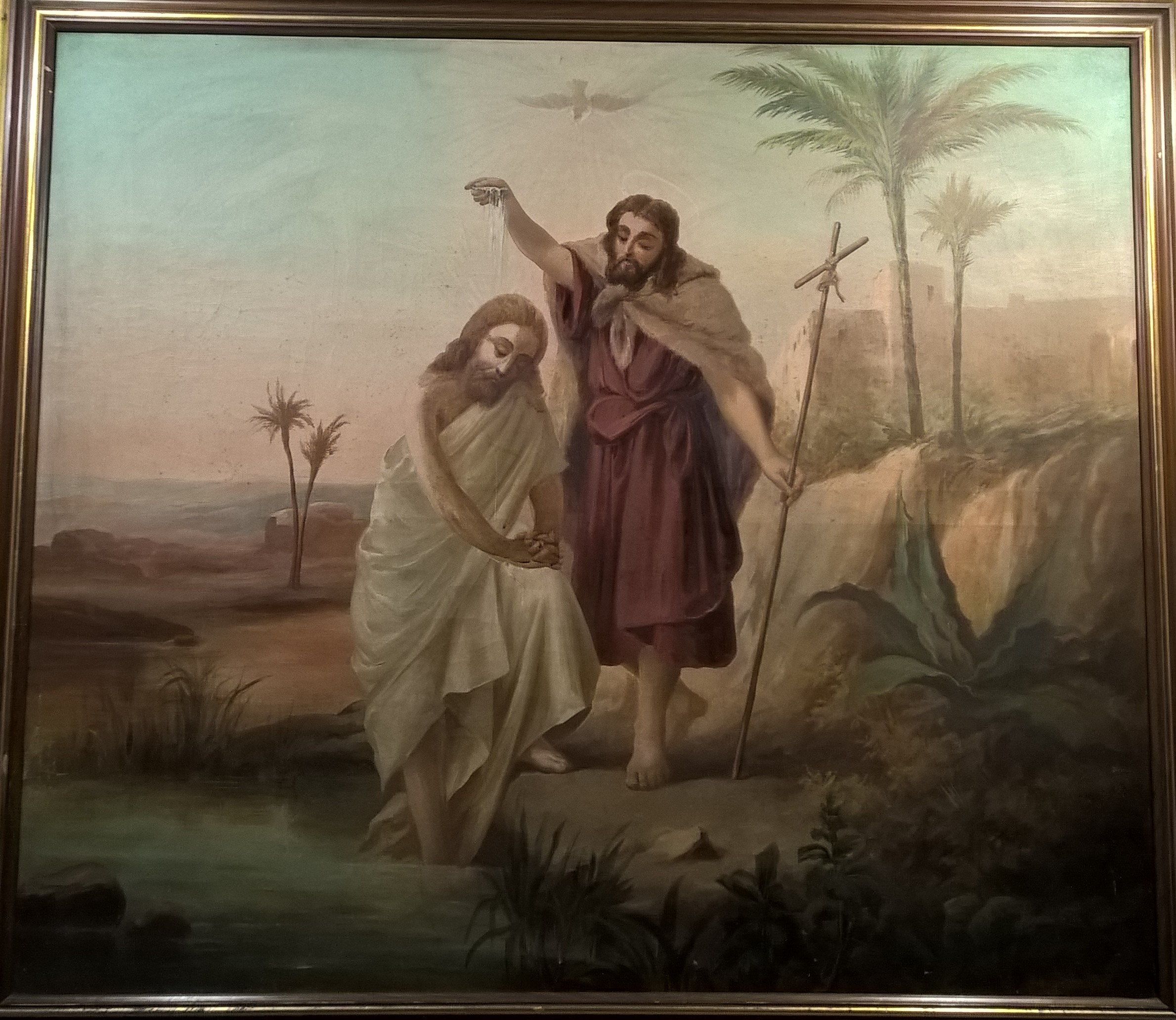
Batismo de Jesus Cristo

## Significados
O termo é a transliteração do grego "βαπτισμω" (baptismō) para o latim (baptismus), conforme se vê na Vulgata em Colossenses 2:12.  Este substantivo também se apresenta como "βαπτισμα" (baptisma) e "βαπτισμός" (baptismós), sendo derivado do verbo "βαπτίζω" (baptizō), o qual pode ser traduzido por "batizar", "imergir", "submergir", "cobrir", "banhar", "lavar", "purificar", "derramar" ou "tingir", conforme  utilizado no Novo Testamento e na Septuaginta.
As abluções do Antigo Testamento (Hebreus 6:2 e Hebreus 9:10) foram traduzidas por "batismos" no grego koiné, que é o usado no Novo Testamento.  Através da discussão entre os discípulos de João e os discípulos de Jesus (João 3:25–26) vemos que as purificações "καθαρισμός" (katharismós) são usadas como sinônimos de batismo.
Esta é a mesma palavra usada em Lucas 2:22, quando Maria vai apresentar Jesus. Referindo-se ou período de purificação próprio das mulheres que tinham filho, como está na lei mosaica.
Em Marcos 7:4, onde o termo não representa o batismo cristão, o verbo é traduzido em diferentes versões da Bíblia por lavar, ou, literalmente, batizar.
Os textos em Marcos 10:38 e Lucas 24:49 enfatizam o batismo como rito de passagem.
A transliteração, portanto, se justifica diante do universo semântico apresentado.

### Sacramento

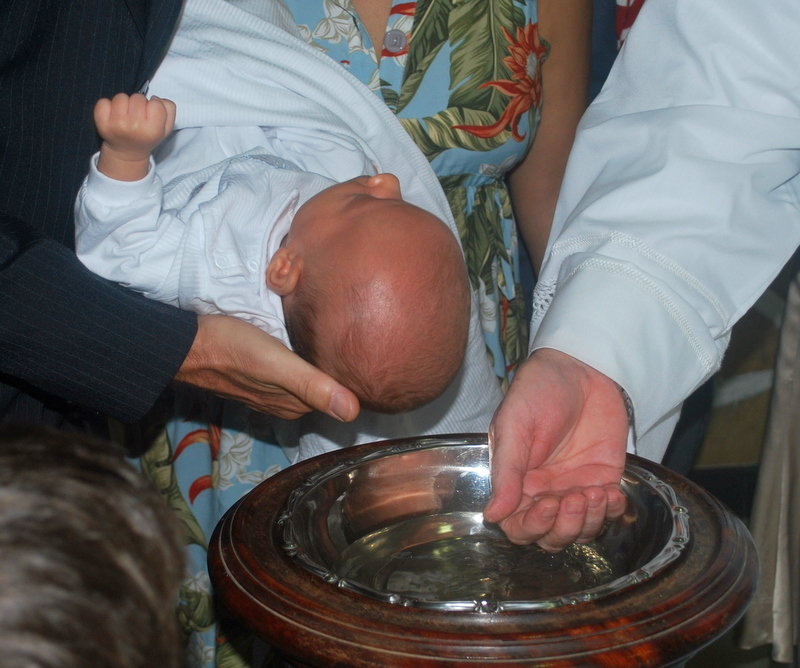
Um batismo infantil realizado em uma paróquia da Igreja Evangélica Luterana do Brasil

Segundo algumas tradições cristãs, incluindo a católica romana, ortodoxa bizantina, luterana, anglicana metodista, batista, presbiteriana, congregacional e reformada holandesa, o batismo é visto como um sacramento (sinal exterior da graça interior) e o fundamento da comunhão entre todos os cristãos. Como tal vai proporcionar ao batizando a bênção e a graça de Deus. Segundo a doutrina da Igreja Católica, o batismo institui na alma do fiel o estado de graça santificante, sendo assim, o batismo não só é um sacramento de inclusão na Igreja, no Corpo Místico de Cristo, como também é necessário para a salvação.
Na Igreja Católica, o batismo é dado às crianças (batismo infantil) e a convertidos adultos que não tenham sido antes batizados validamente (o batismo da maior parte das igrejas cristãs é considerado válido pela Igreja Católica visto que se considera que o efeito chega diretamente de Deus independentemente da fé pessoal, embora não da intenção, do sacerdote).
"O rito essencial deste sacramento consiste em imergir na água o candidato ou em derramar a água sobre a sua cabeça, enquanto é invocado o Nome do Pai e do Filho e do Espírito Santo".
O batismo perdoa o todos os pecados pessoais e as penas devidas ao pecado. Possibilita aos batizados a participação na vida trinitária de Deus mediante a graça santificante e a incorporação em Cristo e na Igreja. Os apóstolos impunham as mãos e batizavam e conferiam as virtudes e dons do Espírito Santo. Uma vez batizado, o cristão é  um filho de Deus e um membro da Igreja e também pertence para sempre a Cristo, se perseverar até o fim em integridade.
A tradição católica e as tradições protestantes, exceto a batista, insistem no batismo aos bebês porque "tendo nascido com o pecado original, elas têm necessidade de ser libertadas do poder do Maligno e de ser transferidas para o reino da liberdade dos filhos de Deus", isto faz com que as pessoas não têm o direito de durante seu crescimento pecar novamente já que Jesus Cristo não voltará à terra para novamente morrer na cruz e dar-lhes o direito de ser perdoados. 
Ainda segundo a doutrina da Igreja Católica, embora o batismo seja fundamental para a salvação, os catecúmenos, todos aqueles que morrem por causa da fé (batismo de sangue), […] todos os que sob o impulso da graça, sem conhecer Cristo e a Igreja, procuram sinceramente a Deus e se esforçam por cumprir a sua vontade (batismo de desejo), conseguem obter a salvação sem serem batizados porque Cristo morreu para a salvação de todos. Quanto às crianças mortas sem serem batizadas, a Igreja na sua liturgia confia-as à misericórdia de Deus, que é ilimitada e infinita.
Do mesmo modo, a tradição luterana, anglicana, metodista e reformada também ministram o batismo a bebês e adultos sem rebatizar considerando como inválidos batismos anteriores. Dentro do conceito de validade, apenas os luteranos e anglicanos mantém como válido todos os batismos cristãos, excetuando-se apenas dos grupos considerados pela ortodoxia cristã como paracristãos (adventistas,Testemunhas de Jeová e Mórmons). Já nos grupos reformados (presbiterianos e reformados continentais) e nos grupos metodistas, existem diversas versões sobre aceitação ou não do batismo ministrado pela Igreja Católica Romana.

### Ordenança

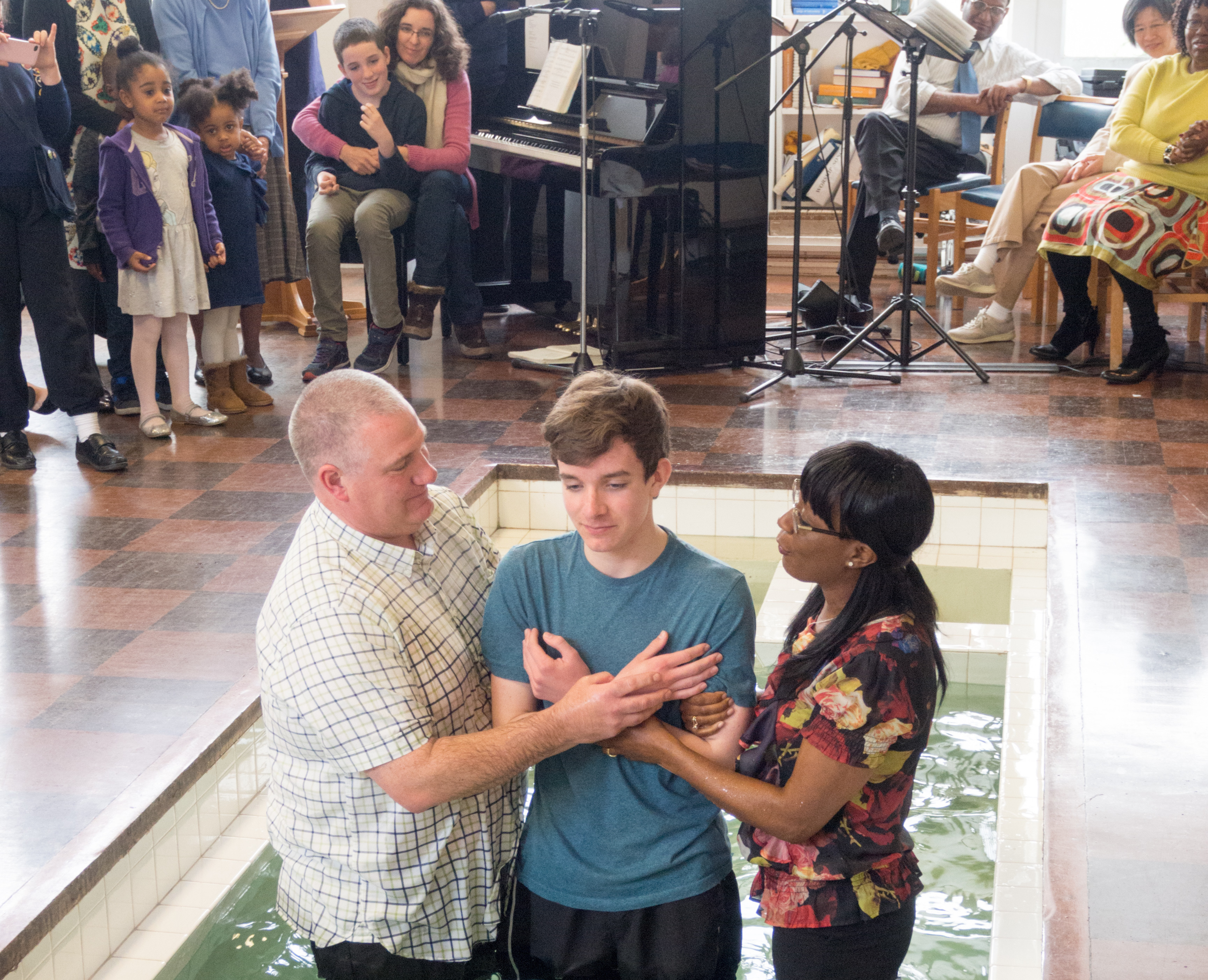
Batismo do crente por imersão na Northolt Park Baptist Church, na Grande Londres, União Batista da Grã-Bretanha

No cristianismo evangélico, normalmente há para os recém-nascidos uma cerimônia chamada consagração infantil. O batismo nas águas é reservado apenas para maiores de 12 anos, isto é, adolescentes e adultos, e ocorre após o novo nascimento.

### Simbolismo
A água  simboliza purificar e lavar.
Se por imersão, ainda assim deve haver o derramamento de óleo sobre o batizado, simbolizando o derramar e lavar do Espírito Santo e o ser revestido de Cristo, muda-se vida - morte para o mundo, e levanta para a vida em Jesus.
A borrifação de óleo e de sangue se reporta ao Antigo Testamento, nos ritos de purificação, a qual era tipo da purificação pelo sangue de Jesus Cristo.  Assim como acontece com o derramar da água, a maior dificuldade é de cunho cultural, visto que para um hebreu esta forma de purificação já era entendida.

## Modos
São dois os principais modos de batismo cristão:
- Aspersão ou efusão - batismo onde a água é borrifada ou derramada, respectivamente, sobre o batizando.
- Imersão - batismo onde o batizando deve ser mergulhado na água.

## Elementos
Existem diferentes elementos usados no batismo.

### No Antigo Testamento
- Batismo com água - Assim foram purificados os [levitas], através da aspersão de água.  Em alguns momentos a água era misturada com algo do sacrifício, tal como cinza ou sangue.  Em alguns casos eram lavados com água tanto de pessoas como de utensílios.
- Batismo com sangue - É o sacrifício com o derramamento de sangue como uma aliança com Deus e os homens
- Unção - Também chamado de unção sacerdotal.  Havia a unção do rei.
- Batismo com o Espírito Santo - É mencionado como promessa nos profetas. No livro de Ezequiel, capítulo 36, versos 25 a 27, encontramos a profecia do novo nascimento e dos batismos cristãos com água e com o Espírito Santo. O texto em Ezequiel é similar ao de Isaías 44.

- Batismo com água (por imersão no rio) - Feito no rio Jordão, citado nos 4 livros dos apóstolos de Jesus Cristo: Livro de: Mateus, Marcos, Lucas e João, confirmam que Jesus Cristo foi batizado no Rio Jordão, logo nos temos que seguir esse exemplo, batismo somente em água corrente de rio, devemos seguir esse modelo de batismo [11]
- Batismo com sangue - Jesus (Evangelho Segundo Marcos 10:38-39), diante do pedido de Tiago e João, seus discípulos, filhos de Zebedeu, se reportou a sua morte futura como um batismo, tendo Ele derramado o seu sangue e Mediado uma Nova Aliança entre Deus e os homens, sendo Ele mesmo o sacrifício pelo pecado. Isto é reforçado na instituição da Ceia do Senhor. Seus discípulos que haviam afirmado desejarem ser batizados com o mesmo batismo, morrera dando suas vidas por amor a Jesus. Pode ser usado quando uma pessoa é morta por defender a fé cristã.
- Batismo com o Espírito Santo - Cumpre a promessa e unifica os conceitos associados ao batismo com óleo. Pedro em sua primeira carta afirma que o povo de Deus é sacerdócio real, povo de propriedade exclusiva de Deus. O óleo é usado também no Novo Testamento para cura e sinal da presença do Espírito Santo de Deus.
- Batismo com fogo - João afirmou que Jesus batizaria com o Espírito Santo e com fogo: E eu, em verdade, vos batizo com água, para o arrependimento; mas aquele que vem após mim é mais poderoso do que eu; cujas alparcas não sou digno de levar; ele vos batizará com o Espírito Santo, e com fogo. Mateus 3:11. Jesus respondeu: Na verdade, na verdade te digo que aquele que não nascer da água e do Espírito, não pode entrar no reino de Deus. João 3:5. O fogo, tal como no caso da cinza no Antigo Testamento, está associado à purificação, mas neste caso, conforme os textos dos Evangelhos de Mateus e Lucas, significa a unção do Espírito Santo." E foram vistas por eles línguas repartidas, como que de fogo, as quais pousaram sobre cada um deles. E todos foram cheios do Espírito Santo, e começaram a falar noutras línguas, conforme o Espírito Santo lhes concedia que falassem. Atos 2:2-4; "E os que ouviram foram batizados em nome do Senhor Jesus. E, impondo-lhes Paulo as mãos, veio sobre eles o Espírito Santo; e falavam línguas, e profetizavam." Atos 19:3-6

### Fora da Bíblia
- Fé Católica Romana - Como a Fé Romana professa ser indispensável o batismo para a salvação, foram criados recursos através da instituição de dogmas, tal como batismo de desejo, onde alguém que tivesse morrido desejoso de ser batizado com água o seria de alguma forma nos céus.
- Outras religiões - Como rito de passagem de admissão.

## Paralelos
Na Bíblia o batismo recebe paralelos com:
- a circuncisão - Colossenses 2:11-12 e I Pedro 3:21.
- arca de Noé - I Pedro 3:20-21.
- nuvem e mar do povo de Israel no êxodo do Egito - I Coríntios 10:1-2.

Neste último texto, I Coríntios 10:1-4, temos os dois sacramentos: batismo e eucaristia.

## Idade
- Batismo do crente - Batismo de arrependimento e remissão de pecados, o qual deve ser ministrado naquele que reconheça a sua natureza pecaminosa, que busca depender de Deus e que reconheça o senhorio de Jesus Cristo sobre sua nova vida, onde se dispõe a perder a antiga vida e depender de Jesus.
- Batismo infantil - Batismo realizado em bebês, sob a autoridade de seus pais ou tutores de sua educação religiosa e formação do caráter. Não se trata de batismo de arrependimento, mas de batismo de consagração. Tanto na apresentação como no batismo infantil, o propósito é reconhecer as crianças como participantes do Reino de Deus e de suas promessas, devendo estas ser ensinadas a guardar todas as coisas que Jesus ordenara. Nenhum dos dois tem valor se tutores, ao invés de serem guias e modelos de vida, forem obstáculos para que os pequeninos cheguem verdadeiramente a Jesus. Igualmente não isenta os filhos de professarem sua fé diante de Deus e das demais pessoas em seu dia-a-dia.

Para a Igreja Católica Romana a água que é jogada sobre a testa da criança, que representa vida nova, o óleo que simboliza a força da graça de Deus contra o mal; purificada e da vela, que é a luz da fé; a roupa branca é um importante símbolo deste ritual, que indica a pureza do corpo e da alma daquele que está recebendo o batismo.

## Resumo comparativo
Resumo Comparativo de batismos de denominações cristãs. (Esta seção não dá uma listagem completa das denominações, e, portanto, ele menciona apenas uma fração das igrejas praticando o "batismo do crente".)
| Denominação                                                                 | Crenças sobre o batismo | Tipo de batismo | Batiza bebês? | O batismo regenera? | Padrão                                                    |
| --------------------------------------------------------------------------- | --- | --- | --- | --- | --------------------------------------------------------- |
| Igreja Católica Latina                                                      | "Necessária para a salvação para aqueles a quem o Evangelho foi anunciado e que tiveram a possibilidade de pedir este sacramento" | Normalmente, derramando no Ocidente, por imersão no Oriente; aspersão admitida apenas se a água flui então na cabeça. | Sim | Sim | Trindade                                                  |
| Igreja Ortodoxa / Igrejas ortodoxas orientais / Igrejas católicas orientais | O homem velho morre o "Novo Homem" nasce livre da mancha do pecado ancestral. Um novo nome é dado. Todos os compromissos anteriores e os pecados são anulados. | 3 vezes por imersão (outras formas somente em situações de emergência, devem ser corrigidos pelo padre se possível). | Sim. Crisma (ou seja,) Confirmação e Comunhão siga imediatamente. | Sim | Trindade                                                  |
| Igreja Luterana                                                             | O batismo é um milagre, Sacramento Através do qual Deus cria e/ou reforça o dom da fé no coração de uma pessoa. "Embora nós não pretendem entender como isso acontece ou como é Possível, que nós acreditamos (por causa do que uma Bíblia diz sobre o batismo) que quando uma criança é batizada, Deus cria a fé no coração dessa criança". | Na doutrina todas as formas são lícitas, mas na prática acontece quase sempre por aspersão ou efusão. | Sim | Sim | Trindade                                                  |
| Comunhão Anglicana                                                          | "Batismo não é apenas um sinal de profissão e marca de diferença, segundo o qual os homens cristãos são discernidas de outro que não pode ser batizado, mas é também um sinal de Regeneração ou Novo Nascimento-, segundo a qual, assim como por um instrumento, que recebem Batismo justamente são enxertados na Igreja; as promessas do perdão dos pecados e da nossa adoção de ser filhos de Deus pelo Espírito Santo, são visivelmente assinado e selado; Fé é confirmada, e a graça aumentada por virtude da oração a Deus ". | Por imersão, efusão ou aspersão. | Sim | Sim | Trindade                                                  |
| Igreja Presbiteriana e Igrejas Reformadas                                   | Um sacramento, um ritual simbólico, e um selo de fé apresentar o crente adulto. É um sinal externo de uma graça interna. | Por aspersão, efusão ou imersão. | Sim | Sim (pela fé) | Trindade                                                  |
| A Igreja de Jesus Cristo dos Santos dos Últimos Dias                        | Uma ordenança essencial para entrar no Reino Celestial do Céu e da preparação para receber o dom do Espírito Santo pela imposição das mãos. | Por imersão realizado por uma pessoa que tenha autoridade apropriada do sacerdócio. | Não | Sim | Não (Triteísmo)                                           |
| Igreja Batista                                                              | Um sacramento de ordenança divina em ordem de iniciação à Igreja universal visível. É administrado somente aos crentes dado fé e arrependimento para a remissão ou lavagem dos pecados. Significa a morte para a antiga vida de pecado e o nascimento para uma nova vida em união com Cristo. | Por imersão (embora efusão possa ser considerado válido, mas impróprio) | Não | Sim (pela fé) | Trindade                                                  |
| Igreja Metodista (Arminianos, Wesleyana)                                    | O sacramento da iniciação à santa Igreja de Cristo, pelo qual estão incorporados atos poderosos de salvação de Deus e é dado novo nascimento através da água e do espírito. O Batismo lava o pecado pela justiça de Cristo. | Por aspersão, efusão ou imersão. | Sim | Sim (pela fé) | Trindade                                                  |
| Anabatista                                                                  | O batismo é considerado pela maioria dos anabatistas como a ser essencial para uma fé cristã, mas não para a salvação. É considerado uma ordenança bíblica, juntamente com uma comunhão, lavar os pés, o ósculo santo, o véu da mulher cristã, uma unção com óleo e casamento. Os anabatistas também estiveram historicamente contra a prática do batismo infantil. Os anabatistas se posicionaram firmemente contra o batismo infantil em um momento em que a Igreja e o Estado eram unidos e quando as pessoas eram consideradas cidadãs através do batismo na Igreja sancionada oficialmente (ou Católica Reformada). Acredita-se no arrependimento antes do batismo | Efusão ou imersão. | Não | Não | Trindade                                                  |
| Cristadelfianos                                                             | O batismo é essencial para a salvação de um crente. Ele só é eficaz se alguém acredita que a verdadeira mensagem do Evangelho, antes de serem batizados. O batismo é um símbolo externo de uma mudança interna no crente: ele representa uma morte a um caminho, velho pecador de vida, eo início de uma nova vida como cristão, como resumiu o arrependimento do crente - é, portanto, leva a perdão de Deus, que perdoa as pessoas que se arrependem. Embora alguém é batizado só uma vez, um crente deve viver de acordo com os princípios de seu batismo (isto é, a morte para o pecado, e uma nova vida a seguir Jesus) toda a sua vida.                           | Só por submersão | Não | Sim | Em nome do Pai, do Filho e do Espírito Santo (não niceno) |
| Discípulos de Cristo                                                        | O batismo é um sinal externo e público da graça de Deus se manifesta no indivíduo. Na submersão, uma simbolicamente experiências morrer com Cristo, e em seguida levanta-se com Ele. | Geralmente por submersão | Não | Sim | Trindade                                                  |
| Quaker (Sociedade Religiosa de Amigos)                                      | Apenas um símbolo externo que já não está a ser praticado. | Não acredita em Batismo de água, mas apenas em um aperfeiçoamento, purificação permanente do espírito humano em uma vida disciplinada conduzida pelo Espírito Santo. | — | — | —                                                         |
| Autenticistas (Comunidade Cristã)                                           | O batismo é espiritual, que era necessário a demonstração exterior nos primórdios da igreja. | Tendo se aproximado ainda mais da unidade e aperfeiçoamento da fé, o batismo da consciência não necessita de símbolo exterior. | — | Como se trata de batismo interno, constante e já espiritual, a mudança não só é inevitável como caracteriza o próprio batismo. | —                                                         |
| Igreja Unida de Cristo (Evangélicos Reformados Congregacionais)             | Um dos dois sacramentos. O batismo é um sinal exterior da graça de Deus para dentro. Pode ou não ser necessária para a participação em uma congregação local. No entanto, é uma prática comum, tanto para crianças e adultos. | Por imersão (embora outros modos sejam válidos). Após o batismo "JESUS SAIU logo da água." Mateus 3.16 | Sim | Sim (pela fé) | Trindade                                                  |
| Igrejas de Cristo                                                           | Igrejas de Cristo, historicamente, tinha a posição mais conservadora sobre o batismo entre os diversos ramos do Movimento de Restauração, a compreensão do batismo por imersão para ser uma parte necessária da conversão. | Só por imersão Após o batismo "Jesus saiu logo da água." Mateus 3.16 | Não | Sim (pela fé). Crê-se que a fé e o arrependimento são necessárias, e que a purificação dos pecados pelo sangue de Cristo através da graça de Deus, o batismo não é um ritual intrinsecamente redentora. O batismo é entendido como uma expressão confessional de fé e arrependimento, ao invés de um "trabalho" que ganha a salvação. | Trindade                                                  |
| Adventista                                                                  | Não é indicado como pré-requisito para a salvação, mas um pré-requisito para a admissão à igreja. Ela simboliza a morte para o pecado e novo nascimento em Jesus Cristo. | Por imersão | Não | Não | Trindade                                                  |
| Testemunhas de Jeová                                                        | O batismo é necessário como parte de toda a organização batismal: como uma expressão de obediência ao mandamento de Jesus, como um símbolo público da fé salvadora no sacrifício resgatador de Jesus Cristo, e como uma indicação de arrependimento de obras mortas e da dedicação de uma vida ao Senhor. Consideram também o batismo uma forma de adesão a nova fé, invalidando, portanto batismos anteriores em qualquer corrente religiosa. No entanto, o batismo não garante a salvação. | Por imersão | Não | Não | Em nome de Jesus                                          |
| Denominação (continuação)                                                   | Crenças sobre o Batismo | Tipo do Batismo | Batiza bebês? | O batismo regenera? | Padrão                                                    |
| Pentecostais "Holiness" e vários grupos, Assembleia de Deus                 | Batismo é uma ordenança de Jesus (João 3.5) e ato profético público de fé em Jesus, onde a pessoa arrependida, submerge na água, e um ritual simbólico, pois a pessoa morre para sua vida de práticas pecaminosas e levanta da água purificado de seus pecados, para seguir a Cristo. | Comum por imersão. Sublinham também a necessidade de um "segundo Batismo" especial do Espírito Santo, conforme Jesus disse em João 3.5 e conforma a pratica dos apóstolos em Atos 19: 5 e 6 e Atos 8: 16 e 17. | Não. Bebês são apresentados para consagração ou dedicação a Deus, conforme Lucas 2, 22,23 e 27, Maria e José foram ao ritual para consagrar ou dedicar Jesus a Deus. | Os pecados são perdoados. | Trindade                                                  |
| Pentecostais do Nome de Jesus                                               | Necessária para a salvação. É um rito cristão e ato profético público de fé em Jesus, onde a pessoa arrependida, submerge na água, morrendo simbolicamente para sua vida de práticas pecaminosas e da água levanta-se purificado ou lavado de seus pecados, como seguidor de Cristo pelo sacrifício e sangue de Cristo derramados na cruz. | Só por imersão e há também o Batismo do Espírito Santo, conforme Jesus disse em João 3.5 e como pratica dos apóstolos em Atos 19: 5 e 6 e Atos 8: 16 e 17, de imposição de mãos seguida de recebimento do Batismo com Espírito Santo. "[…] À medida em que Pedro e João lhes impunham as mãos, recebiam estes o Espírito Santo." (Atos, 8), | Não. Bebês eram consagrados a Deus, como fizeram Maria e José em Lucas, capítulo 2 versos 22 e 23 e 27. E assim é feito atualmente.                                  | Sim | Em nome de Jesus                                          |
| Revivalismo                                                                 | Uma ordenança de Jesus e passo necessário para a salvação. É um rito cristão e ato profético público de fé em Jesus, onde a pessoa arrependida, submerge na água, morrendo simbolicamente para sua vida de práticas pecaminosas e da água levanta-se purificado ou lavado de seus pecados, como seguidor de Cristo pelo sacrifício e sangue de Cristo derramados na cruz. | Por imersão, com a expectativa de receber o Espírito Santo. "[…] À medida em que Pedro e João lhes impunham as mãos, recebiam estes o Espírito Santo." (Atos, 8), | Não. Bebês eram na bíblia e são hoje consagrados a Deus como Maria e José fizeram em Lucas capítulo 2 versos 22 e 23 e 27.                                           | Sim | Trindade                                                  |